# Rózsika-forrás
A Rózsika-forrás a Jegenye-völgyben található, Solymár közelében. Népszerű kirándulóhely. Foglalását egy turisztikai egylet kezdeményezte még az 1910-es évek végén, jelenlegi környezetét  2003-ban nyerte el. A forrásnál álló, vizet öntő lányalakot ábrázoló szobor Rumán Sándor szobrászművész alkotása.

## Fekvése
Pest vármegyében, a Budai-hegységben helyezkedik el, ezen belül is a Solymár déli részénél fekvő Jegenye-völgy alsó szakaszának közepe táján, a völgy északnyugati partoldalában. A forrás vize a Paprikás-patakba ömlik, amely a Duna vízgyűjtő területének egyik kisebb patakja, így a vize közvetett úton a Dunába jut. A forrást úgy is szokták emlegetni, hogy solymári Rózsika-forrás, mivel a községből a legegyszerűbb megközelíteni a Solymár és Budapest határához közel elhelyezkedő forrást. A völgy mentén elhagyatott dolomitbányák tárulnak a látogatók szeme elé; ez a kőzet a környező hegyek egyik legfőbb alkotóeleme.

## Megközelítése

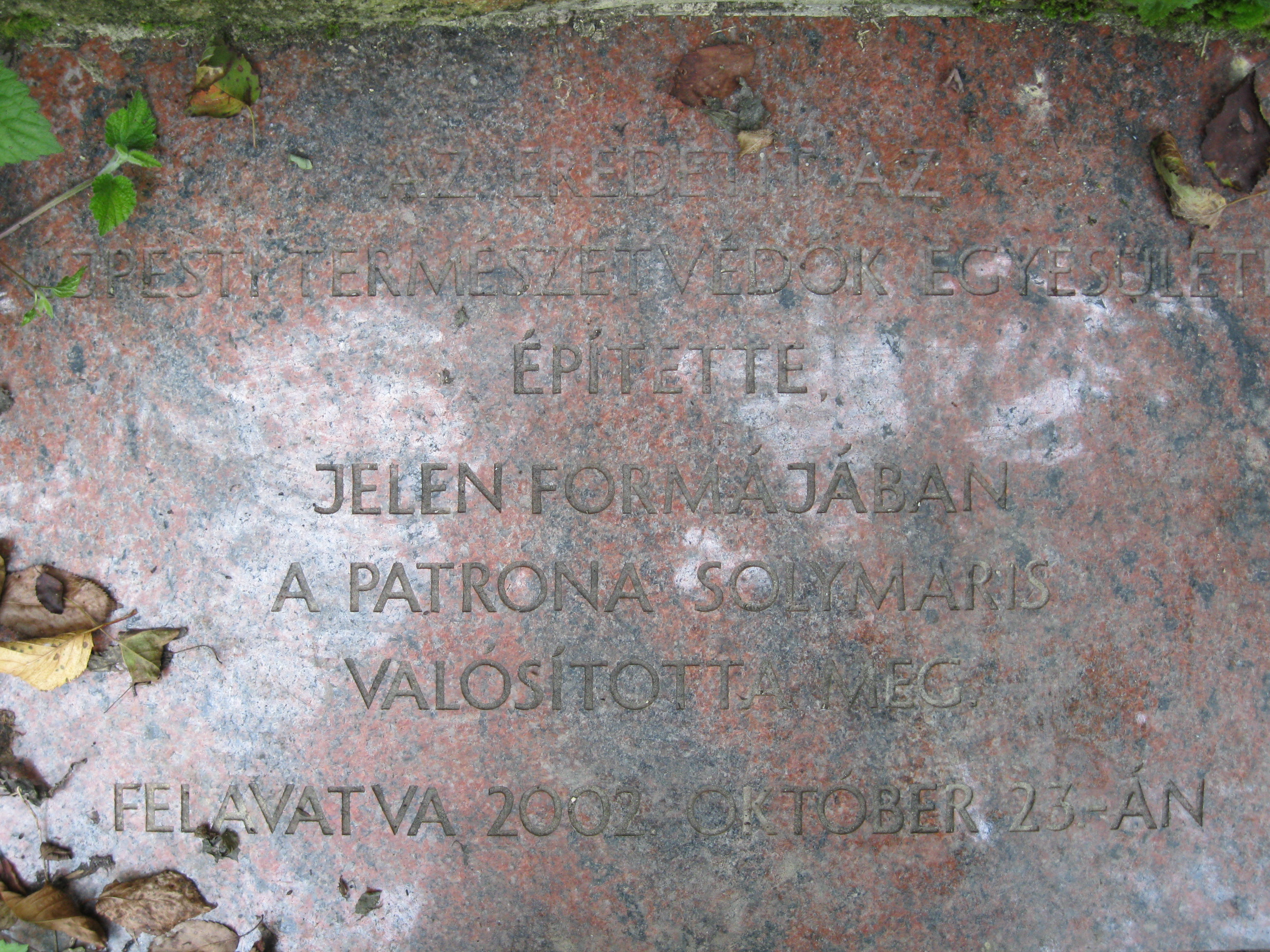
Tájékoztató tábla a forrásnál

Legkönnyebben a solymári Kökörcsin utcai buszmegállóból lehet megközelíteni, amelyet a BKV 164-es, 264-es, 64-es illetve a 64A járatai (éjszaka a 964-es járat) érintenek. Innentől kezdve gyalogosan illetve kerékpárral célszerű követni a sárga turistajelzést. A másik lehetőség a solymári vár felől, innen először a „Mária” jelzést kell követni, majd a zöld jelzést, amely végül az előbb említett sárga jelzésbe torkollik. A forrás a két erdei út kezdetétől hozzávetőlegesen egyforma távolságra helyezkedik el.

## Története
A jelenleginél egykor bővebb vizű forrást az Újpesti Természetbarátok Turista Egyesülete foglaltatta először, 1918-ban (egy másik változat szerint 1917-ben, ez utóbbi adat szerint a forrás nevét is ők adták, egy, a szegényebb gyerekeket gyakran kirándultató munkásnő után). A forrásfoglalás Tolnai József kezdeményezésére történt. Régen a neve Rózsi-forrás volt. Sok munkásturista-találkozót tartottak itt. A környéket 1965-ben rendezte a területileg illetékes erdészet. Erre a régi szinttábla is emlékeztetett, melynek felirata ez volt: „Újpesti Természetbarátok Rózsi forrása. Újjáépítette a Gödöllői Állami Erdőgazdaság Budapesti Erdészete 1965”.
Jelenlegi kinézetét 2002 őszén nyerte el a forrás és környezete. Ekkor készült és került helyére a forráskifolyás fölött látható, korsós lányt ábrázoló dombormű (Rumán Sándor helyi szobrászművész alkotása) is; a munkálatokat a Patrona Solymaris nevű helyi civil szerveződés koordinálta és finanszírozta. A felújítás ötletgazdája Víg Ferenc, a munkálatok tervezője Ritter József, a kivitelezés vezetői id. és ifj. Tóth Miklós voltak; a felújított környezetű forrást 2002. október 23-án avatta fel Enczmann László polgármester és Emesz Lajos, a Patrona Solymaris vezetője.
A forrás vize sajnálatos módon, a vízgyűjtő területének kólibaktérium-szennyezettsége miatt már az 1980-as évek óta nem minősül ivóvíznek, erre kis kőtábla is figyelmezteti az erre járókat a kifolyás mellett.
2016. december 14-én az olajipari természetbarátok közössége emlékkövet állított és egy tölgyfát ültetett a forrás közvetlen közelében, de a Paprikás-patak túlsó partján, az erre haladó turistaút közvetlen szomszédságában, korábbi elnökük, Kremzer Ferenc emlékére.

## Képgaléria

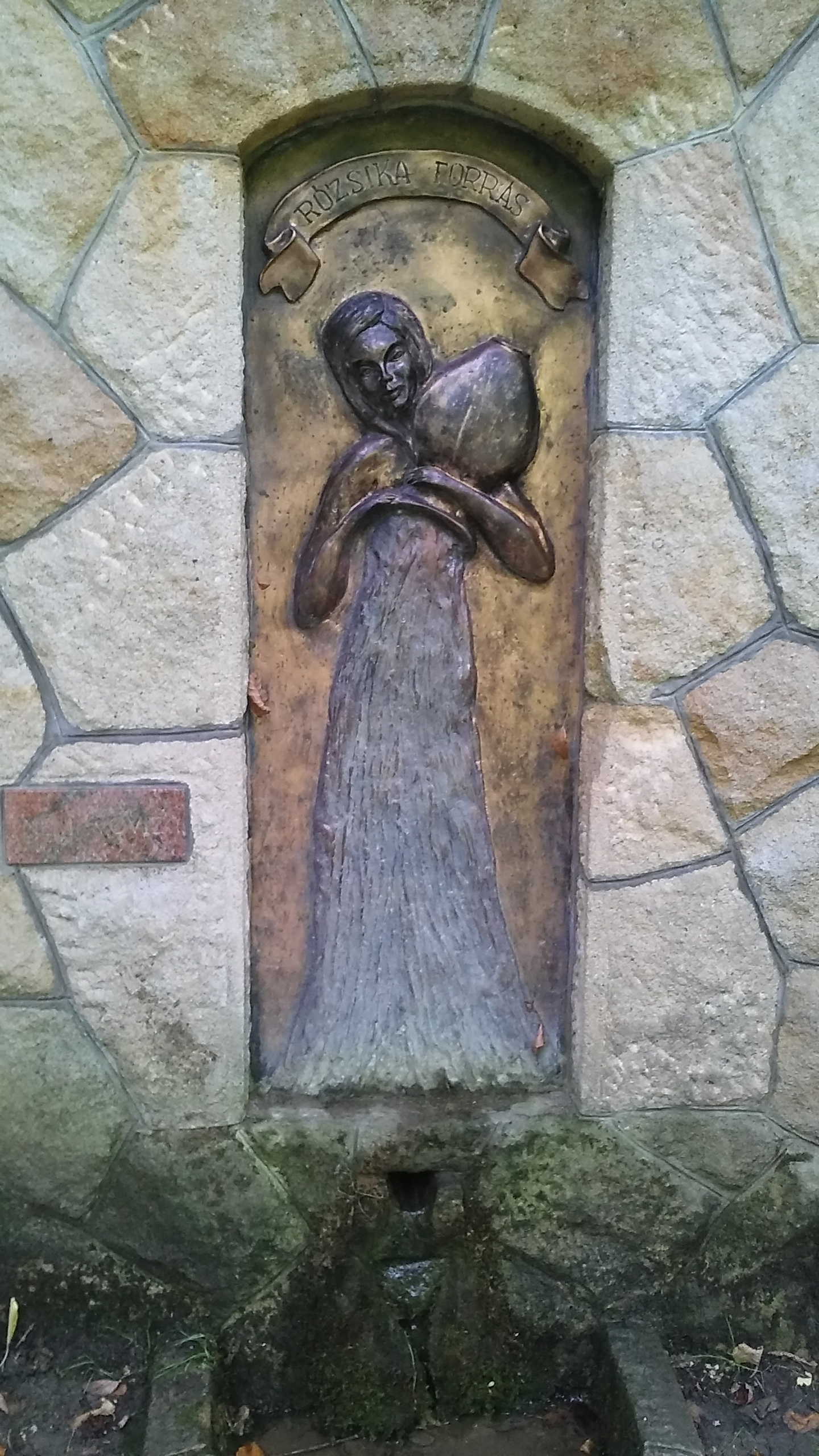
A Rózsika-forrás domborműve
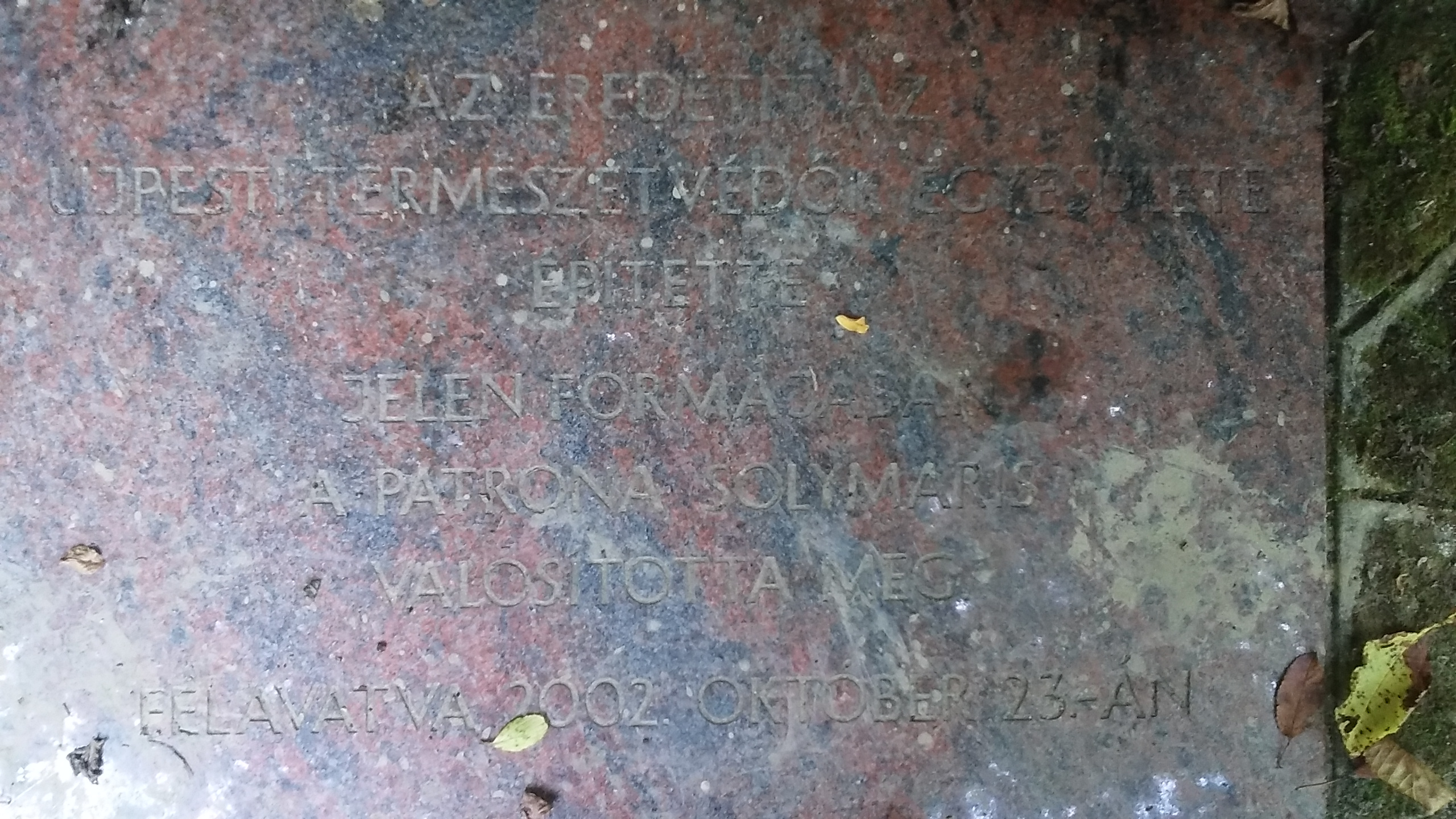
A Rózsika-forrás emléktáblája
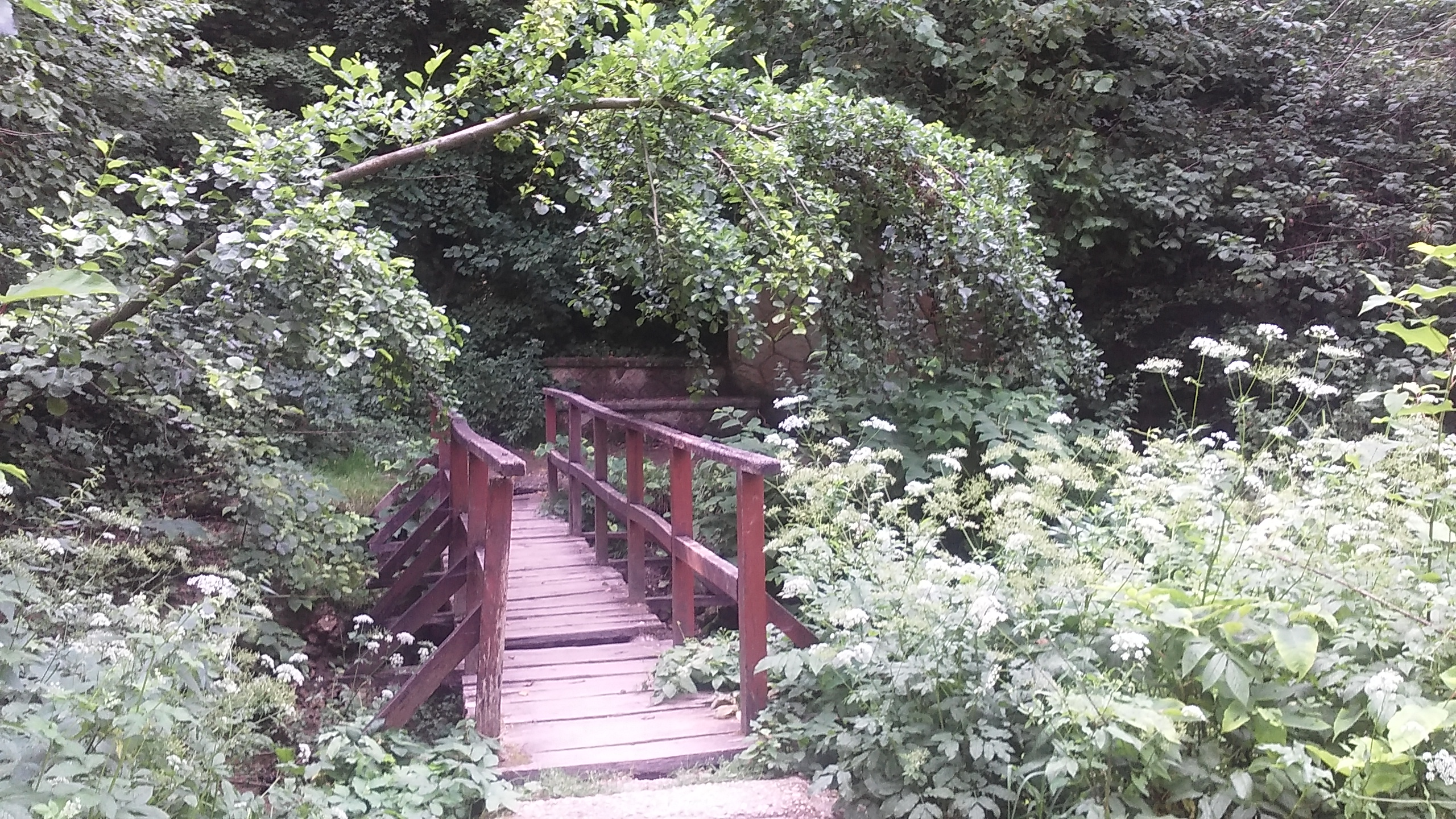
2017 nyarán a Paprikás-patak menti turistaútról alig látszott a Rózsika-forrás
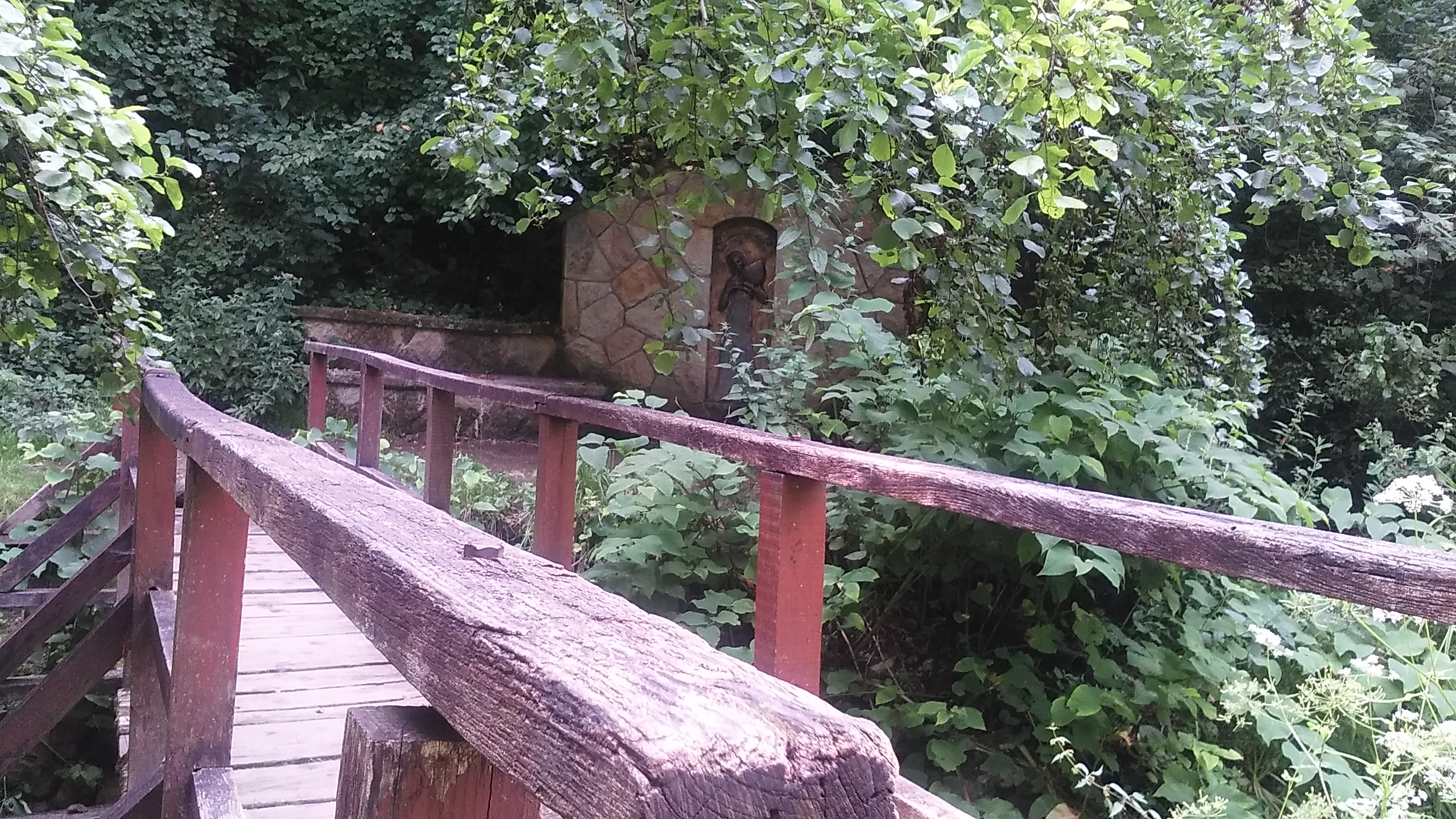
A Rózsika-forrás környezete a Paprikás-patak hídjával
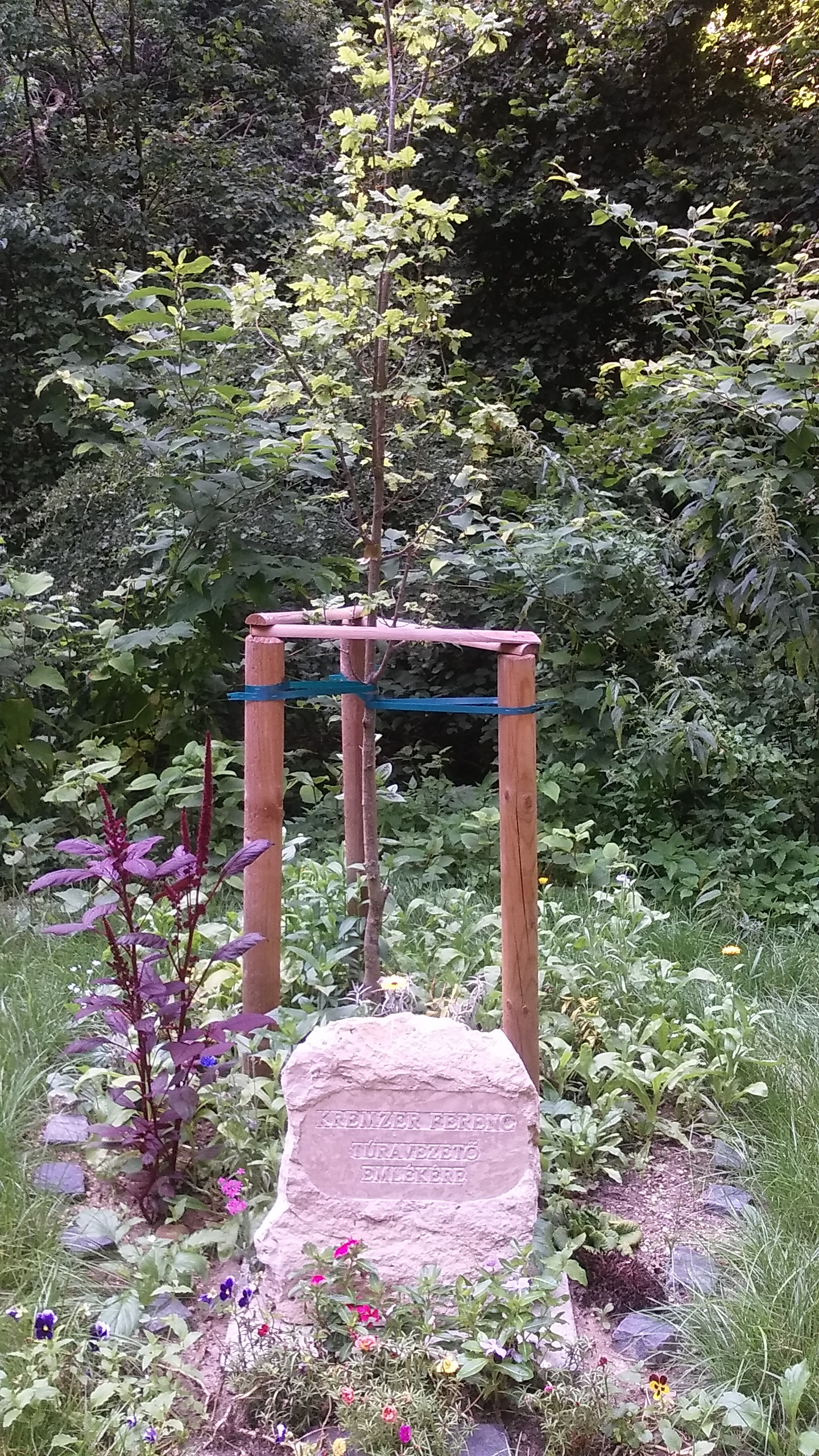
Kremzer Ferenc túravezető emlékfája a Rózsika-forrásnál